# Битва при Шпіхерні
Битва при Шпіхерні відбулася 6 серпня 1870 року і є другою битвою Французько-прусської війни. Французькі війська зазнали поразки. В той же день французи були розбиті у битві при Верті. Поразка в цих двох битвах призвела до відступу французьких військ з Ельзасу і Лотарингії.
На тлі таких конфліктів, як битва при Марс-ла-Тур та при Гравелоті, битва при Шпіхерні залишається не до кінця вивченою та маловідомою.

## Підготовка до битви

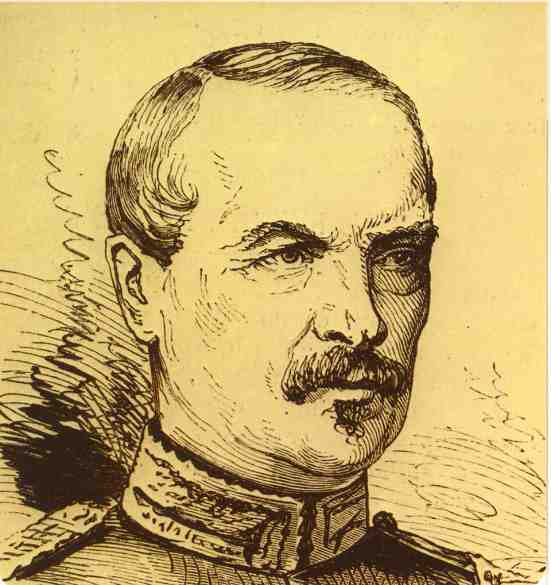
Шарль Огюст Фроссар
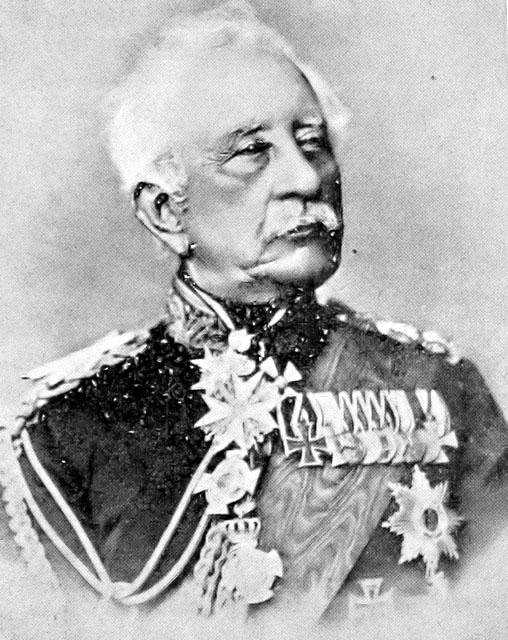
Карл Фрідріх фон Штейнмец

В перші дні війни французьке військове командування сподівалося почати наступ вглиб Німеччини, і тому 2 серпня 1870 року французькі війська маршала Мак-Магона зайняли Саарбрюкен, але вже 4 серпня 1870 року прусські війська вторглись на територію Франції. Німецька армія, котра мала суттєву перевагу над супротивником, захопила Вейсенбург і продовжувала просуватись вглиб французької території. Негайно була мобілізована Лотаринзька армія, але було запізно. Війська супротивника просувалися занадто швидко, і французи були змушені відступати. Під час відступу, французький генерал Фроссар здійснив багато стратегічних помилок: не наказав зруйнувати мости через Саар, пошкодити телеграф та залізниці — залишивши всі ці дорогоцінні ресурси німцям.

## Битва
У першій половині дня почалася битва. Фроссар зайняв зручні висоти та приготувався відбивати прусські атаки. Німецькі війська, які протягом усього дня отримували підкріплення, вводили в бій усе нових і нових солдат. Французький генерал декілька разів просив головнокомандуючого Базена відіслати підкріплення, але Базен вирішив, що битва все одно приречена на поразку та, побоюючись оточення власної армії, не відіслав підкріплення.

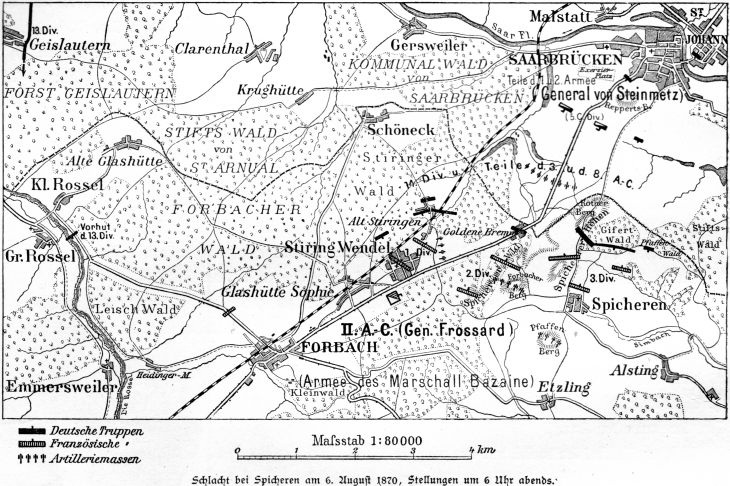
Французькі та німецькі позиції о 6 годині вечора 6 серпня 1870 р.

Прусські гармати виробництва компаній Альфреда Круппа швидко знешкодили недалекобійну французьку артилерію. Приблизно в 16:00 прусські війська з великими втратами захопили підступи до висот, де розташувалася французька армія. Фроссар наказав піхоті йти в атаку. Зав'язався запеклий бій, який місцями переходив у рукопашну. Близько вечора, не дочекавшись підкріплення, Фроссар наказав солдатам спускатись з висот. Французи почали покидати свої укріплення.

## Кінець битви

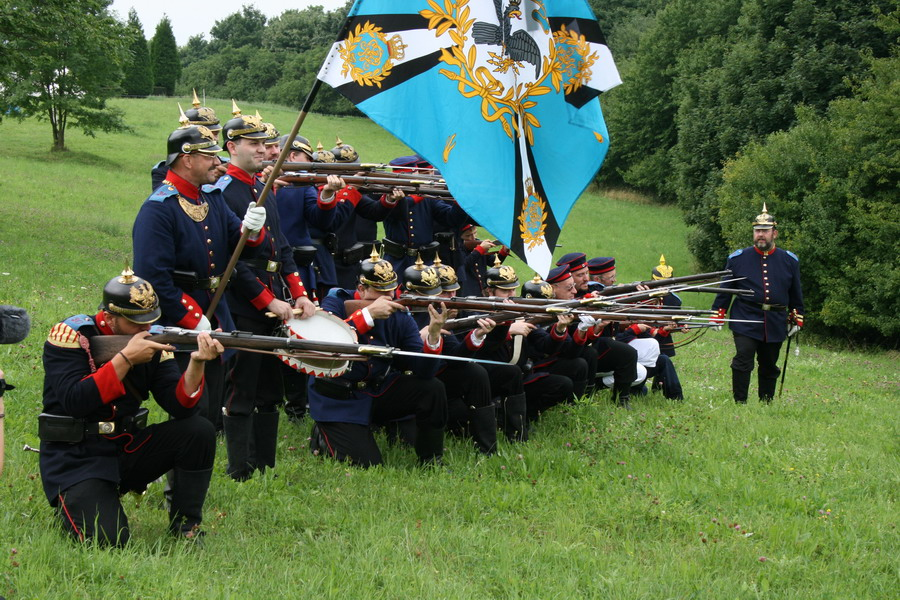
Історична реконструкція штурму Шпіхернських висот

Бій продовжувався у виді невеликих сутичок в навколишніх селищах аж до ранку 7 серпня. Армія Штейнмеца зазнала значних втрат, але у запеклій битві перемогла. Це стало приводом для відступу всієї французької армії вглиб своєї держави. З відступом Фроссара французька армія втратила останній шанс дати відсіч ворогу недалеко від його власної території.
Варто зазначити, що в цей же день відбулася битва при Верті, в якій французький маршал Мак-Магон зазнав розгромної поразки.